# Cytheropteron clathratum
Cytheropteron clathratum är en kräftdjursart som först beskrevs av Georg Ossian Sars.  Cytheropteron clathratum ingår i släktet Cytheropteron och familjen Cytheruridae. Inga underarter finns listade i Catalogue of Life.